# Kamanahalli, Channarayapatna
Kamanahalli là một làng thuộc tehsil Channarayapatna, huyện Hassan, bang Karnataka, Ấn Độ.